# 藤葉愛香
藤葉 愛香（ふじは あいか、10月25日 - ）は、日本の女性声優。広島県出身。

## 人物
以前は81プロデュースに所属していた。
方言は広島弁。
趣味・特技は歌、犬の鳴きまね。

## 出演作品

### テレビアニメ
2007年
- Over Drive（お姉さん）
- バンブーブレード（川口）
- まめうしくん（ちゅぶた、こいびとんぼ、チョウチョ）
- 流星のロックマン トライブ（モデル）

2008年
- 全力ウサギ（OL、お天気レポーター）
- チョロQデッキシステム Qファイターズ!（子供1）
- 図書館戦争（女性）

2009年
- メタルファイト ベイブレード（観客C）

2010年
- 最強武将伝 三国演義（糜夫人）

### OVA
2007年
- 東京マーブルチョコレート（携帯を取られた女性）

2008年
- .hack//G.U. TRILOGY

### 劇場アニメ
2009年
- チョコレート・アンダーグラウンド（トリーシャ・ムーア[3]）

### ドラマCD
2006年
- ヴァンパイア騎士（女子生徒）

### ラジオ
2005年
- アニたまどっとコム（ブリッジナビゲーター）

### ラジオドラマ
2009年
- VOMIC 青空エール（杉村容子）

### 吹き替え
- 愛とセックスとセレブリティ（ヘザー）
- オールド・ドッグ
- ガーフィールド・ショー（リズ）
- キャンプ・ロック2 ファイナル・ジャム
- ザ・パシフィック